# جون دويل (مخرج)
جون دويل (بالإنجليزية: John Doyle)‏ هو مخرج بريطاني، ولد في 1953 في إنفرنيس في المملكة المتحدة.

## وصلات خارجية
- جون دويل على موقع IMDb (الإنجليزية)
- جون دويل على موقع قاعدة بيانات برودواي على الإنترنت (الإنجليزية)
- جون دويل على موقع قاعدة بيانات الفيلم (الإنجليزية)